# NGC 7766
NGC 7766 é uma galáxia  localizada na direcção da constelação de Pegasus. Possui uma declinação de +27° 07' 37" e uma ascensão recta de 23 horas, 50 minutos e 55,8 segundos.
A galáxia NGC 7766 foi descoberta em 9 de Outubro de 1872 por Ralph Copeland.